# 佛教大雄中學

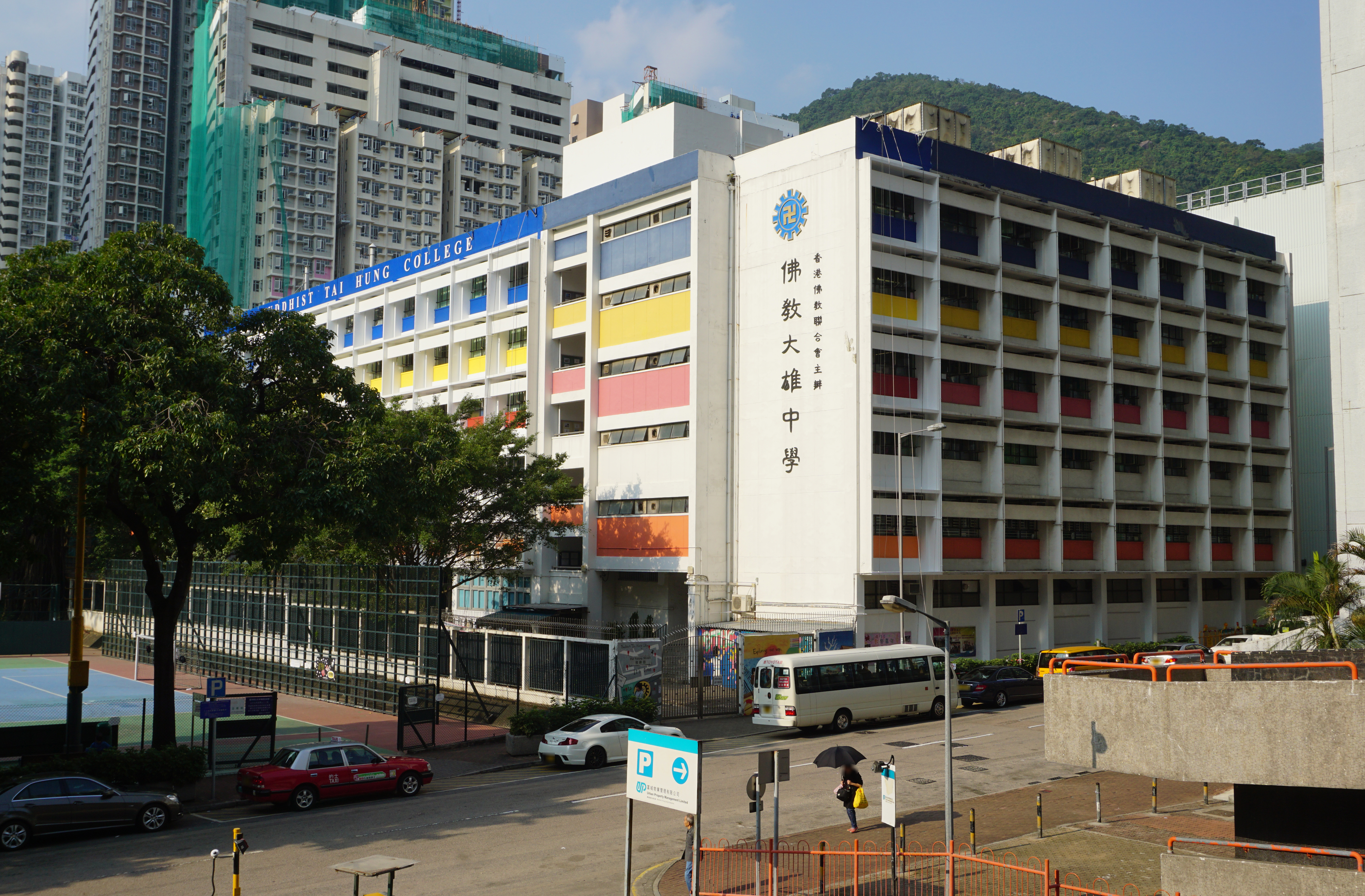
佛教大雄中學南面及後門

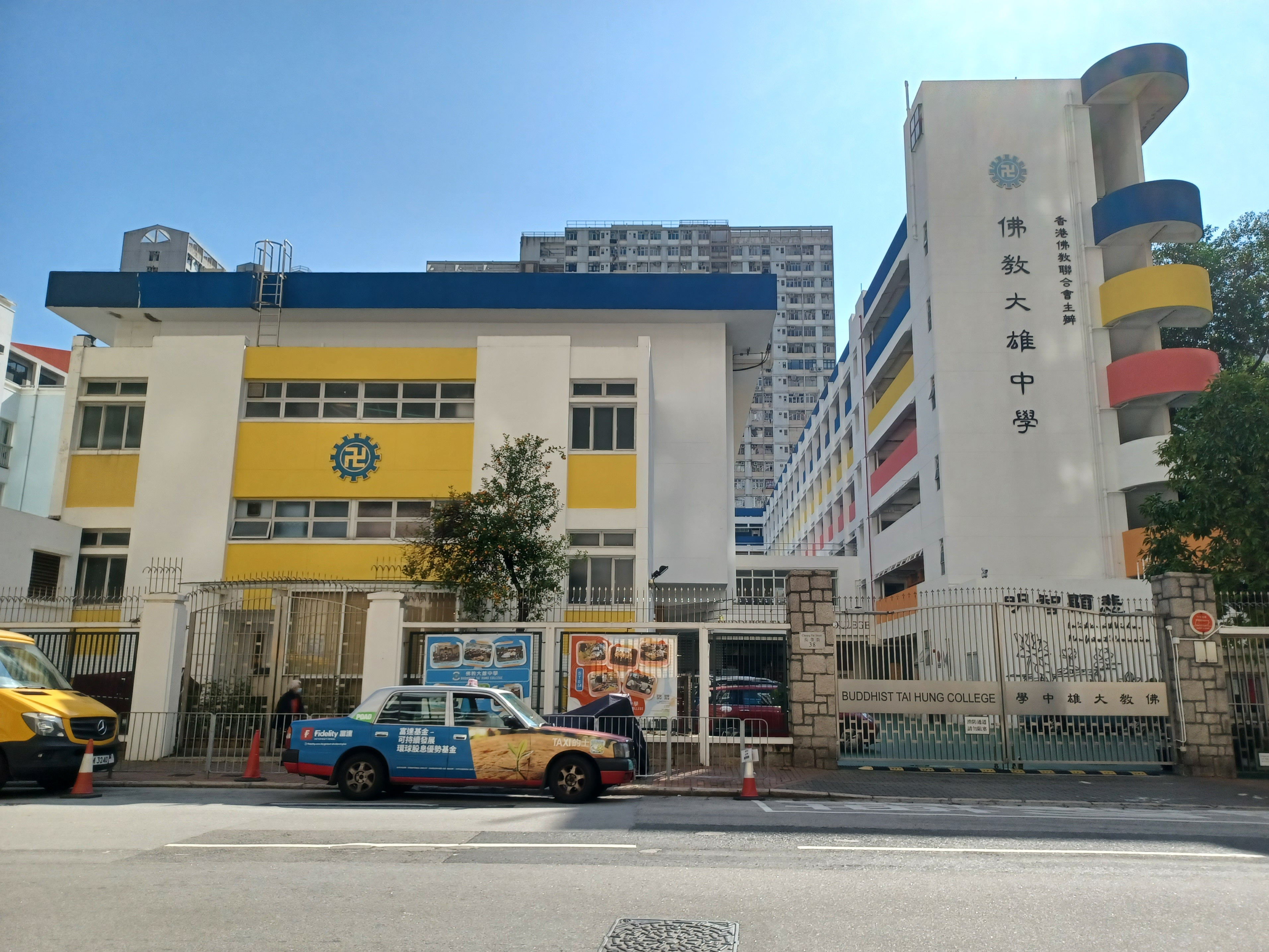
佛教大雄中學長發街校門

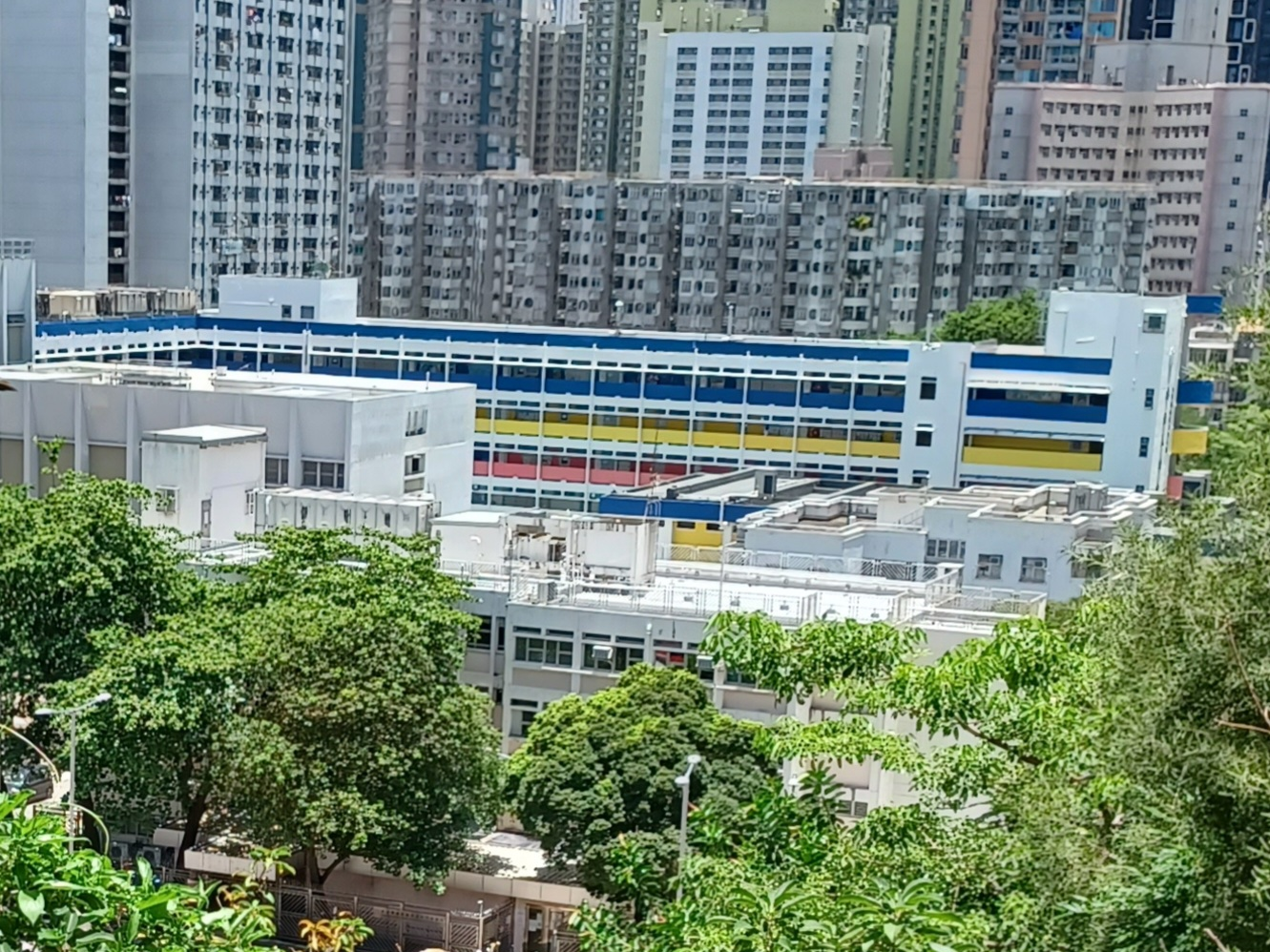
遠眺佛教大雄中學

佛教大雄中學（英語：Buddhist Tai Hung College，簡稱）是位於香港九龍長沙灣蘇屋邨長發街38號的一所津貼中學，鄰近明愛醫院，創立於1969年，為香港佛教聯合會創辦的第二所中學。位於長發街38號。現任校長為招康明校長。

## 校政管理

### 歷任校監
- 覺光法師[1]
- 釋衍空法師

### 歷任校長
- 吳廣源先生[1]（1969年至1970年，任內逝世）
- 區高倩蘭女士（署理，1970年至1971年）
- 黃義華先生（1971年至1981年）
- 胡文勇先生[註 1]（1981年至2004年）
- 蘇曼雲女士（2004年至2008年）
- 何婉瑩女士（2008年至2018年）
- 招康明先生（2018年至今）

## 學校資料簡介

### 學校資料
1969年，香港佛教聯合會開辦第二所中學，並命名為「佛教大雄中學」。該校位於深水埗蘇屋邨長發街38號，校舍佔地約5000平方米，樓高6層，1969年1月邀得時任教育司簡乃傑主持校舍奠基禮。學校共有28間一般課室、4間實驗室與地理室、音樂室、視覺藝術室、多媒體學習中心以及電腦室各一間。此外，該校亦有圖書館及閱讀室。經過校園擴建工程後，增設了一個學生活動中心、輔導室、聚言室與暢談室、學生會辦事處、領袖生室和家長教師會辦事處等；另外，又有讓學生進行課餘研習的數學閣及與外籍老師交流的英語閣。校內設有的「妙真花圃」主要讓學生在午飯時間或課餘時間作才藝表演活動之用。而靈修室「覺醒軒」是為了教師以及學生禪修而設。至於電腦設施方面，學校各課室均有網絡接點、投影機、實物投影機及多媒體電腦，教員室內亦附設教學軟件製作中心；多媒體學習中心設備齊全，供學生上課及課後使用；圖書館內亦設有十台電腦供學生使用；師生亦可在「創科天地」使用不同的科技設施進行教學和研究，並展示豐碩的學習成果，藉此培養學生的創造、協作和解難能力，使他們具備創新思維。在體育設施方面，還有籃球場、排球場、健身室及有蓋操場。學校的校園電視台，能讓學生發揮創意，展示才能。學校的「禪修室」及於全校推行禪修課程。
佛教大雄中學的中一至中六每級均有四班，全校學生超過九百人。自2016年至2017年教學年度開始，該校的中一至中三級各有兩班以英語為主要教學語言（中國語文、普通話、佛學、中史、綜合人文學科除外），其餘各班以母語授課（數學、科學科除外）。初中學生除修讀一般基礎課程外，也有研習普通話、綜合人文及電腦認知等科目，旨在發掘學生對不同學科的潛能。高中學生按能力及興趣選科，為未來人生路向奠下基石。
學校以校本為務，注重學生的學術及品德教育。學校宗教事務組、學術組、訓導組、輔導組、升學及就業輔導組、課外活動組、社會服務組和公民教育、德育及環境教育組，與家長一起攜手，讓學生為達致「完善自我」及成就「開拓自我」而精進不懈。

### 校訓釋義
明智顯悲
啟發智慧光明　培養正知正見　顯揚大悲拔苦　成就自利利他
- 「明」有顯明、啟發和破除黑暗的意思。佛教認為每一個眾生，每一個同學，都有與佛陀等同的智慧，但是因為被「無明愚癡」的煩惱所障蔽，而致不能顯露。
- 「智」即智慧，佛教所指的智慧是建築在正知正見之上，也就是對因果法則和緣起道理的正確了解。當一個人能明白因果法則，他便可以在日常生活中判斷「是非黑白」，當他能明白緣起道理，他便懂得珍惜因緣和權衡事物的「取捨輕重」。學校的責任，就是以聞、思、修（學習、反思和實踐）的方法，啟發同學本有的智慧，令之明顯和發揮光明，而同學則應珍惜自己，珍惜因緣，用心學習以能掌握智慧的鑰匙。
- 「顯」就是顯露和指出的意思。一般世人都是自私自利，不識互相尊重、和諧與及合作的重要和好處。佛陀指出，凡事都要因緣和合才能成就；不和合，就無力量、分散乃至壞滅。所以應該學習聆聽和了解別人的感受和見解，更要明白人與人之間，是需要有溝通、關懷和諒解。
- 「悲」就是拔除他人痛苦的心願，而佛教講的慈悲心，是應該建築在「親同感受」和「不分你我」的見解上。當能顯揚和發揮大悲拔苦的精神，就會明白到自私自利的禍害，與及和諧和互相關懷的好處。

總結，「明智」就是自利，「顯悲」就是利他，若能做到「明智顯悲」，就是成就自利利他的菩薩行了。

### 校徽釋義
「卍」是古代的一種吉祥徽號。有釋為「德」字。亦有譯為「萬」，就是萬德匯聚的意思。後來被佛教廣泛採用，作為吉祥如意的象徵。
「輪」，是古印度的一種武器。而「法輪」是指佛所說的教法圓滿無缺，有「輪」一般的威力，能夠滅除煩惱，乃至摧毀一切不正確的見解。

### 抱負及使命

#### 學校抱負
學校本着佛陀精神，秉承校訓「明智顯悲」，提供優質教育，培育人才。

#### 學校使命
學校多年來致力培育學生在品德、學術、體能、合群、審美各方面的均衡發展，強調學生肩負責任，訓練學生自主自學，鍛煉學生克己謙和，要求學生本著佛陀的慈悲願力，貢獻社會，服務人群，實踐校訓「明智顯悲」的精神。期望學生學業精勤和品德完備，挑起大樑，為他人，為社會，為國家，以至為世界作出貢獻。

### 班級結構
- 學校中一至中六採用平衡班制，每級四班，總數24班
- 中一：1A、1B、1C、1D
- 中二：2A、2B、2C、2D
- 中三：3A、3B、3C、3D
- 中四：4A、4B、4C、4D
- 中五：5A、5B、5C、5D
- 中六：6A、6B、6C、6D

### 學校科目
- 中一至中三以英文授課：英國語文、數學、科學（中一至中二）
- 中一至中三以中文授課：佛化、中國語文、中史、歷史、地理、普通話、生活與社會
- 中一至中三按班別以中文／英文授課的課目：普通電腦、音樂、視覺藝術、體育、生活與社會（中三）、科學 （生物、化學、物理）（中三）
- 中四至中六以英文授課的科目：英國語文、數學（必修部份）、數學單元一（選修部分）、數學單元二（選修部份）、物理、化學
- 中四至中六以中文授課的科目：倫理與宗教、中國語文、中國文學、中史、公民與社會發展科、地理、資訊及通訊科技、視覺藝術、歷史、體育、企業，會計與財務概論
- 中四至中六按班別以中文／英文授課的科目：生物、經濟

### 辦學宗旨
教導學生淳樸篤實，謙和克己，學思奮進，自主自強，愛護關懷。

### 學校團隊
- 訓導組
- 輔導組
- 升學及就業輔導組
- 課外活動組
- 資訊科技組
- 學術組
- 公民教育，德育及環境教育組
- 服務團
- 宗教事務組

### 制服團隊
- 童軍
- 女童軍
- 交通安全隊
- 香港航空青年團
- 升旗隊
- 紅十字會

## 外部連結
- 佛教大雄中學官方網站 （页面存档备份，存于）
- 佛教大雄中學校友會 （页面存档备份，存于）
- 佛教大雄中學 圖書館 （页面存档备份，存于）

22°20′24″N 114°09′29″E / 22.340108°N 114.158085°E